# San Benedetto del Tronto
San Benedetto del Tronto é uma comuna italiana da região das Marcas, província de Ascoli Piceno, com cerca de 45 000 habitantes. Estende-se por uma área de 25 km², tendo uma densidade populacional de 1742 hab/km². Faz fronteira com Acquaviva Picena, Grottammare, Martinsicuro (TE), Monteprandone.
É em San Benedetto del Tronto que se disputa, tradicionalmente, a etapa italiana da Liga Europeia de Futebol de Praia.

## Demografia
| Variação demográfica do município entre 1861 e 2011                               |
|                                                                                   |
| Fonte: Istituto Nazionale di Statistica (ISTAT) - Elaboração gráfica da Wikipedia |